# USS Tautog (SSN-639)
USS Tautog (SSN-639) (Тотог — рыба семейства губановых) — атомная подводная лодка ВМФ США «проекта Стёджен». Вторая подводная лодка с таким названием (первая — USS Tautog (SS-199)) и третья подводная лодка своего проекта. Имела прозвище «Ужасающий Т» («The Terrible T»).

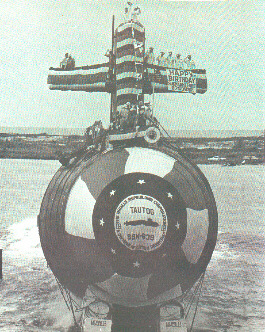
Спуск на воду SSN-639

Заказана ВМФ США 30 ноября 1961 года, заложена 27 января 1964 года и спущена на воду 15 апреля 1967 года. Построена компанией Ingalls Shipbuilding в городе Паскагула, штат Миссисипи. «Тотог» был торжественно принят в эксплуатацию 15 марта 1967 года при участии Полин ЛаФон Гор, жены сенатора Соединенных Штатов от Теннесси Альберта Гора-старшего, оказавшей большую поддержку при строительстве лодки. Под солнечным небом многотысячная толпа наблюдала, как миссис Гор от души раскачав бутылку шампанского произнесла: «Именем Соединенных Штатов Америки я называю тебя „Тотог“». Ввод в строй состоялся 17 августа 1968 года под командованием командира Буэле Г. Бальдерстона.

## История

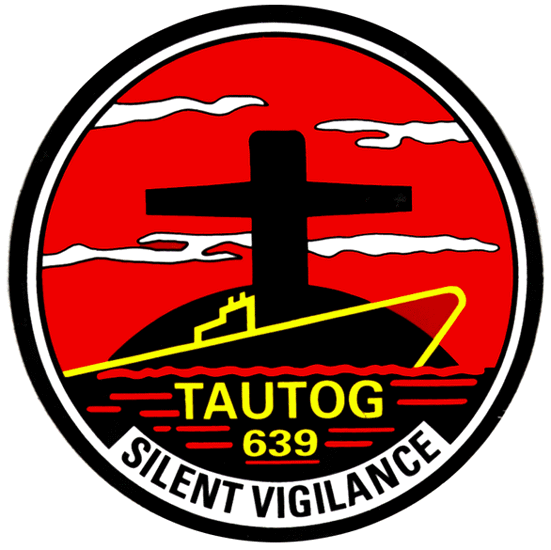
Эмблема подводной лодки «Тотог»

30 августа 1968 года «Тотог» покинул Паскагулу, и направился в состав Тихоокеанского флота ВМС США. «Тотог» пересек Панамский канал 8 сентября 1968 года и прибыл в Перл-Харбор, Гавайи, 23 сентября 1968 года. Там он присоединился к 12-й эскадре подводных лодок, став её флагманом. В течение 1969 года «Тотог» завершил приёмные и ходовые испытания, за которыми последовал тренировочный поход. Большинство этих операций проходило в районе Гавайских островов. В сентябре 1969 года на «Тотоге» завершились тренировки, и 15 сентября 1969 года лодка встала для проведения ремонта и доработок, которые затянулись из-за необходимости замены дизельного генератора. Ремонт был завершен 19 февраля 1970 года, и лодка начала нести службу, базируясь в Перл-Харборе. Летом 1969 года «Тотог» наблюдал за испытаниями новых крылатых ракет, запущенных с советской подводной лодки проекта 675.

### Столкновение с К-108
20 июня 1970 года «Тотог» патрулировал северную часть Тихого океана недалеко от города Петропавловск-Камчатский, рядом с которым находится главная база ракетных подводных лодок ВМФ СССР. «Тотог» пытался выследить К-108 — атомную подводную лодку проекта 675 (по классификации НАТО «Echo-II»). Подводная лодка К-108 находилась чрезвычайно близко от «Тотога», даже не подозревая о нём. Обе подводные лодки находились в считанных метрах друг от друга в течение длительного периода времени. Не имея возможности определить глубину К-108, поскольку новые глубиномеры еще не были установлены, «Тотог» оказался в невыгодном положении. В некоторые моменты гидрографическое оборудование на борту «Тотога» регистрировало нулевое расстояние между обоими подводными лодками. В какой-то момент акустики «Тотога» предположили, что К-108 всплыла почти до поверхности океана, определив местоположение К-108 прямо над «Тотогом». Затем акустики определили что советская подводная лодка начала погружение. След на приборе, по которому американские подводники визуально оценивали расстояние до К-108, исчез. Как только капитан начал говорить, что советская подлодка снова приближается к борту «Тотога», К-108 врезался нижней поверхностью корпуса в верхнюю часть надстройки «Тотога», доказывая что акустики не ошиблись и советская подводная лодка погружалась прямо сверху на «Тотог». Массивные винты К-108 соприкоснулись со сталью надстройки «Тотога» в результате чего К-108 потеряла один винт. Это было подтверждено последующим шумом вращения обломанного вала. «Тотог» получил повреждения надстройки. Когда «Тотог» удалялся с места столкновения, его команда услышала то, что, по их мнению, было звуками разрушения и гибели К-108. Когда «Тотог» прибыл в Перл-Харбор, из его надстройки был извлечён большой фрагмент потерянного К-108 гребного винта. Спустя более тридцати лет, уже после распада Советского Союза, выяснилось, что К-108 смогла самостоятельно вернуться на базу. Бывший капитан К-108 Борис Богдасарян смог кратко рассказать о столкновении. В результате столкновения ни на одной из подводных лодок пострадавших не было.
Несмотря на то, что это столкновение категорически отрицалось и Соединенными Штатами и Советским Союзом, надстройка «Тотога» была сильно повреждена, что делало докование в сухом доке проблематичным. В 1991 году газета Chicago Tribune опубликовала историю о столкновении. Канал Discovery Channel упомянул об этом в своей телефильме «Акулы из стали», а полная информация была обнародована в 1999 году в книге «Блеф слепого: неопубликованная история американского подводного шпионажа».

### 1970—1980
9 октября 1970 года «Тотог» покинул Перл-Харбор для своего первого похода в Восточную Азию. Он прибыл на базу Бакнер-Бей, Окинава, 23 октября 1970 года и присоединился к Седьмому флоту ВМС США. Во время службы в западной части Тихого океана «Тотог» участвовал в обучении противолодочным действиям обычно в составе Седьмого флота, но в одном случае учения проходили совместно с фрегатом британского королевского флота HMS Aurora (F10). Свой первый поход в западной части Тихого океана «Тотог» завершил 28 марта 1971 года. Он прибыл в Перл-Харбор и вернулся к своей обычной работе: противолодочным патрулированиям.

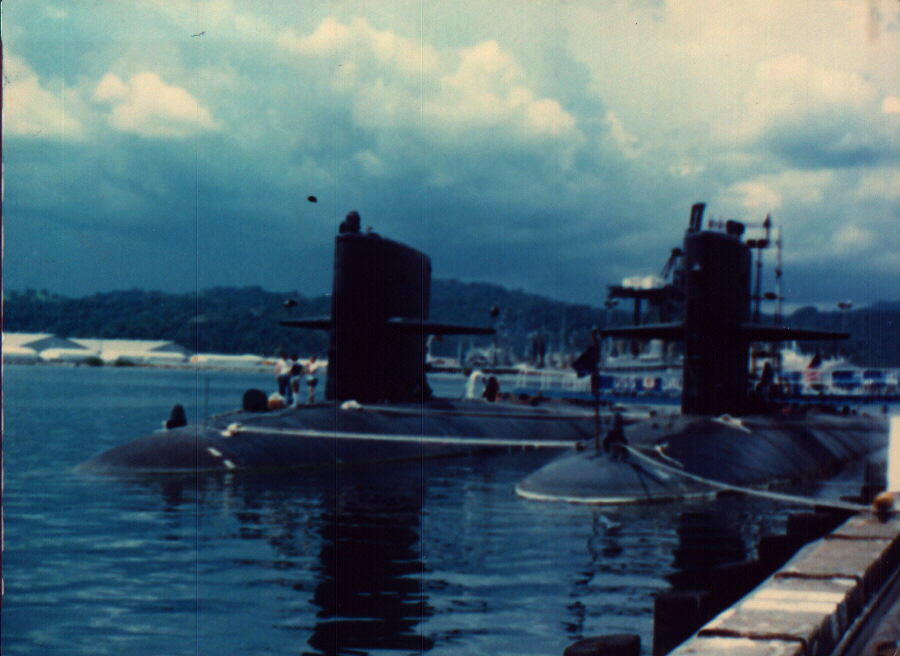
«Тотог» в Субик-бэй

21 марта 1972 года «Тотог» вышел в море для проведения спецоперации. Во время этой миссии он побывал на Гуаме и на базе ВМФ США Субик-Бей. По завершении задания «Тотог» получил благодарность ВМС за операции, проведенные во время этой миссии.
15 января 1973 года «Тотог» пришел на верфь Pearl Harbor Naval Shipyard для своего первого регулярного ремонта. Ремонт был завершен 15 апреля 1974 года, и «Тотог» возобновил локальные операции из Перл-Харбора, который, за исключением рейса на северо-запад Тихого океана, который длился с конца июля до начала сентября 1974 года.
3 мая 1975 года «Тотог» покинул Перл-Харбор для еще одной серии специальных операций в центральной и западной частях Тихого океана. Это путешествие включало небольшой ремонт в сухом доке на Гуаме в течение первой недели июня 1975 года, а также учения на Филиппинах возле залива Субик. «Тотог» вернулся в Перл-Харбор 18 октября 1975 года и возобновил свой прежний график тренировок. Офицеры и команда были награждены Экспедиционной медалью ВМФ за успешное выполнение поставленной перед ними задачи.
Несение дежурства продолжалось до начала 1977 года, когда «Тотог» отправился в визит доброй воли в Момбасу, Кения. Отбыв из Перл-Харбора 3 января 1977 года, «Тотог» достиг Момбасы 24 января 1977 года и оставался там в течение месяца, пока его команда осматривала достопримечательности и принимала посетителей на борту.
«Тотог» окончил визит доброй воли и покинул Момбасу 24 февраля 1977 года и двинулся на восток в сторону Перл-Харбора. Однако, за время пути «Тотога» в Перл-Харбор, президент Уганды Иди Амин спровоцировал кризис, арестовав всех проживающих в Уганде американцев в ответ на осуждение президентом Соединенных Штатов Джимми Картером убийств двух угандийских политических оппонентов Амина, и «Тотог» получил приказ присоединиться к наспех организованной оперативной группе, построенной вокруг атомного авианосца USS Enterprise (CVN-65), и вернуться на восточноафриканское побережье. Пока Соединенные Штаты ждали, пока Амин решит, освобождать ли американских заложников, «Тотог» совершил поход вдоль побережья Кении, которое находится между не имеющей выхода к морю Угандой и Индийским океаном, вместе с авианосной ударной группой для демонстрации решения американского президента защищать граждан США в Уганде и спасения заложников, если в этом возникнет необходимость. После этого похода «Тотог» получил награду «За заслуги перед отрядом» за службу с 1 ноября 1976 года по 5 июля 1977 года.
В итоге Амин освободил заложников, и «Тотог» вышел из состава специальной оперативной группы, прибыв на Гуам 19 марта 1977 года. «Тотог» посетил Чинхэ, Южная Корея в апреле и 20 апреля 1977 года прибыл на базу ВМФ США Субик-Бей для серии спецопераций на Филиппинах.
2 декабря 1977 года «Тотог» покинул Перл-Харбор, чтобы проследовать на военно-морскую верфь Мар-Айленд в Вальехо (Калифорния), для капитального ремонта. Этот капитальный ремонт включал перезаправку ядерного топлива, и длился почти пятнадцать месяцев, после чего «Тотог» успешно провёл и завершил ходовые испытания и отплыл обратно в Перл-Харбор.

## 1980—1997
После периода обучения и оперативных учений, «Тотог» снова вернулся в Перл-Харбор в марте 1980 года. «Тотог» выполнил все задачи, порученные ему в период международной напряженности, и был награжден Экспедиционной медалью ВМС за свою службу. В сентябре 1980 года корабль был награждён знаками боевой эффективности «E», и знаками за противолодочную защиту «A» и «E» за выдающиеся достижения в 1979 году.
В 1981 году корабль и команда отдохнули и были готовы к новым заданиям. После тренировочного цикла «Тотог» снова отправился на запад для поддержки Седьмого флота в Тихом и Индийском океанах. «Тотог» стал первой атомной подводной лодкой, прошедшей Малаккский пролив. Так же в 1981 году «Тотог» посетил Сингапур, Филиппины, Австралию, остров Диего-Гарсия и Японию. Позже, в 1982 году «Тотог» получил третью подряд инженерную награду «E» и «DC» по контролю за повреждениями за выдающиеся достижения в области инженерии и контроля повреждений.

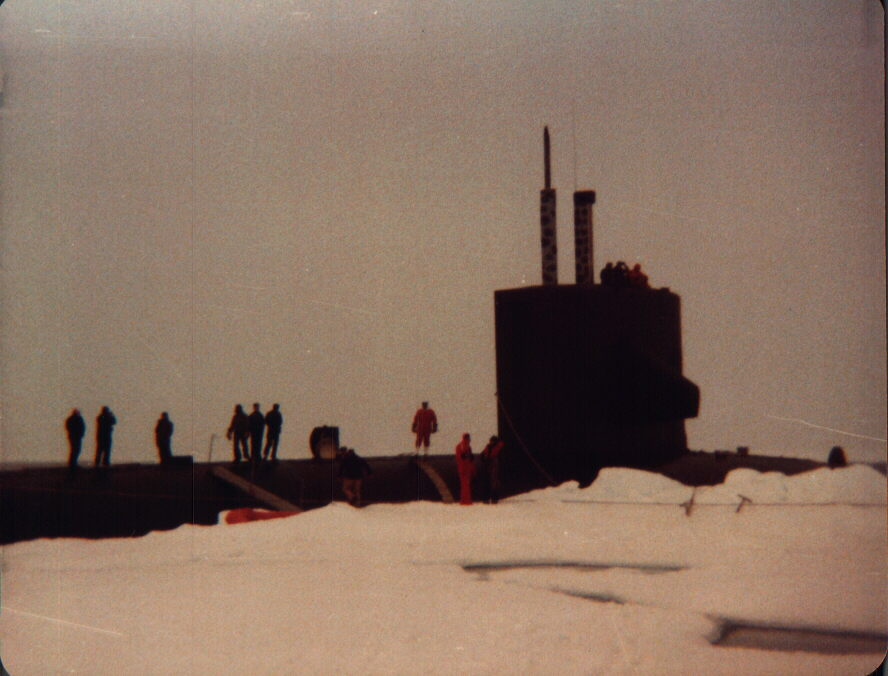
«Тотог» на Северном полюсе

Зимой 1982 года «Тотог» присоединился к подводной лодке того же проекта «Стёджен» USS «Aspro» (SSN-648), и отправился покорять ледяные просторы Севера, проведя под льдом около двух месяцев и дважды всплыв на Северном полюсе. Это стало второй в истории встречей двух американских подводных лодок на Северном полюсе и первой в истории встречей в зимний период.
Летом 1983 года «Тотог» снова оказался под ледяным покровом Арктики. Чтобы отпраздновать ее прибытие на полюс, команда устроила пикник, соревнования по перетягиванию каната и гонки на собачьих упряжках «вокруг света».
1984 год «Тотог» встретил интенсивной подготовкой экипажа. Весной 1984 года «Тотог» снова отправился на запад в поддержку операций Седьмого флота. Команда «Тотога» активно работала в северной части Тихого океана, совершая заходы в порты Филиппин, Таиланда и Японии.
Летом 1985 года «Тотог» присоединился к подводной лодке USS New York City (SSN-696) для проведения операций командующего. В октябре 1985 года «Тотог» покинул Перл-Харбор и направился в западную часть Тихого океана и Индийского океана, посетив Гуам, Сингапур, Диего-Гарсия, Перт, Филиппины, и Чинхэ. По возвращении в Перл-Харбор на «Тотоге» была проведена проверка работоспособности реактора.
Вернувшись в Перл-Харбор в апреле 1986 года, на «Тотоге» была проведена смена командования. В октябре 1986 года на «Тотоге» начался капитальный ремонт без перезарядки реакторов на верфи Пьюджет-Саунд, Бремертон, Вашингтон. После обширных модификаций и испытаний «Тотог» 30 мая 1989 года вернулся в Перл-Харбор.
В мае 1990 года «Тотог» отправился в свой восьмой по счету большой поход в западной части Тихого океана, посетив Сингапур, Гонконг, базу ВМФ США Субик-Бей и Йокосуку. Корабль пережил сильный тайфун, из-за которого он почти неделю не мог войти в Субик-Бей. Вернувшись в Перл-Харбор в ноябре 1990 года, «Тотог» начал готовиться к своему третьему арктическому походу. В апреле 1991 года «Тотог» снова воссоединился со своим систершипом USS «Aspro» (SSN-648) для проведения трехнедельного арктического подледного плавания, закончившегося в порту Либерти в Сан-Франциско.
В конце января 1992 года «Тотог» успешно провёл испытания новой усовершенствованной модификации боевой торпеды Mark 48 Advanced Capability и потопил корабль-мишень «Darter» на глубине к югу от острова Оаху.
В октябре 1993 года «Тотог» был отправлен на очередные учения: корабль и команда участвовали в совместных учениях с японскими морскими силами самообороны. В феврале 1995 года «Тотог» покинул Перл-Харбор для проведения совместных операций с японскими, корейскими и британскими военно-морскими силами. Во время этого этапа учений экипаж побывал на Гуаме, в Гонконге, Йокосуке, Сасебо, Окинаве, Чинхэ и Субик-Бей.

## Вывод из эксплуатации и утилизация
«Тотог» был выведен из эксплуатации 31 марта 1997 года и в тот же день исключён из Военно-морского реестра судов. Его утилизация в рамках программы утилизации ядерных кораблей и подводных лодок ВМС США на военно-морской верфи Пьюджет-Саунд, Бремертон, Вашингтон началась 15 марта 2003 года и завершилась 30 ноября 2004 года.

## Память

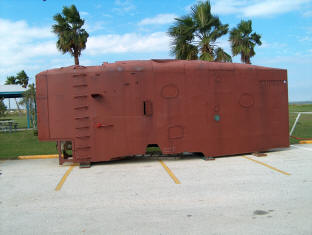
Надстройка «Тотога» в Seawolf Park

Надстройка «Тотога» не была утилизирована и сейчас выставлена как памятник в парке Seawolf Park в Галвестоне, штат Техас. Памятник пострадал от урагана Айк в 2008 году.